# Binn Peak
Binn Peak är en bergstopp i Antarktis. Den ligger i Sydshetlandsöarna. Argentina, Chile och Storbritannien gör anspråk på området. Toppen på Binn Peak är 400 meter över havet.
Terrängen runt Binn Peak är huvudsakligen kuperad, men österut är den bergig. Havet är nära Binn Peak åt sydväst. Trakten är glest befolkad. Närmaste befolkade plats är St. Kliment Ohridski Base, 10,1 kilometer norr om Binn Peak. 